# Out for Blood
Out for Blood, är en amerikansk skräck-/vampyrfilm, från 2004, regisserad av Richard Brandes, manus av Richard Brandes.

## Handling
Hank (Kevin Dillon), är en deprimerad polis i Los Angeles. Han har varit deprimerad ända sedan han skilde sig från sin fru (Vanessa Angel) som han fortfarande älskar. Ex-frun är en känd vampyrboksförfattarinna som nyss börjat dejta kändisen Jake Vincent (Alex McArthur). När Hank får uppdraget att leta rätt på en försvunnen flicka (Jodi Lyn O'Keefe) så hamnar han mitt inne i en kamp om liv och oändligt liv, och han får också reda på att vampyrer är väldigt verkliga.

## Rollista (i urval)
- Kevin Dillon - Hank Holten
- Vanessa Angel - Susan Hastings
- Jodi Lyn O'Keefe - Layla Simmons
- Lance Henriksen - Captain John Billings
- Kenneth Colom - Alex
- Alex McArthur - Jake Vincent